# Jerzy Cercwadze-Wardisiani
Jerzy Cercwadze-Wardisiani ps. „Brawura“ (ur. 5 stycznia 1930 w Bydgoszczy, zm. 9 lutego 2021 w Chicago) – polski wojskowy, powstaniec warszawski, działacz polonijny i kombatancki.

## Życiorys
Jego ojcem był pochodzący z Gruzji oficer zawodowy Wojska Polskiego i Polskich Sił Zbrojnych.
W wieku 14 lat, podając się za 17-latka zgłosił się do służby w AK podczas powstania warszawskiego. W stopniu starszego strzelca był żołnierzem kompanii dyspozycyjnej Komendy Placu Śródmieście−Południe AK. Walczył m.in. w rejonie Politechniki Warszawskiej, ulicy Śniadeckich i na przyczółku czerniakowskim.
Po zakończeniu powstania trafił do Stalagu X B, a następnie do Stalagu VI C. Po wyzwoleniu służył we Włoszech w składzie 15 Wileńskiego Batalionu Strzelców. Po wojnie pozostał na emigracji i zamieszkał w USA. Przez wiele lat był sekretarzem chicagowskiego Koła Byłych Żołnierzy Armii Krajowej.
5 sierpnia 2021 został pochowany na cmentarzu Powązkowskim w Warszawie.

## Odznaczenia
- Krzyż Oficerski Orderu Odrodzenia Polski (2015)[2][4]
- Krzyż Kawalerski Orderu Zasługi Rzeczypospolitej Polskiej[2]
- Krzyż Walecznych[2]